# 弗朗基·穆尼兹
弗朗西斯科·穆尼茲四世（英語：Francisco Muniz IV，/ˈmjuːnɪz/；1985年12月5日—），美國男演員及賽車手。他最著名的作品是福克斯電視台的喜劇《左右做人難》（2000年至2006年），並因此獲得艾美獎和金球獎提名。他也出演了多部電影，如《狂野的青春》（2002年）、《大謊言家》（2002年）、《小鬼特務》（2003年）和《斑馬快跑》（2005年）。在他名氣的鼎盛時期，2003年被媒體認為是最受歡迎的兒童演員之一和「好萊塢最賺錢的青少年之一」。
2001年，弗朗西斯科在一場拍賣會上以$42,000美金投得了《狂野時速》的白色福士捷達，在該電影的製作人幫忙下，主角們替車尾的尾翼上簽下了親筆簽名；該車子同時亦是他人生的首部車子。
2008年，他暫停了自己的演藝事業，投入了開輪式賽車生涯，並參加了大西洋錦標賽。2012年至2014年，他擔任獨立搖滾樂團Kingsfoil的鼓手。